# Nguyễn Đông Sương
Nguyễn Đông Sương (tên khai sinh: Nguyễn Sướng) sinh năm 1947, là một chính trị gia người Việt Nam. Ông Nguyên là Phó Trưởng Ban Tổ chức Trung ương Đảng Cộng sản Việt Nam (2002 - 2008).

## Xuất thân
Nguyễn Đông Sương sinh ngày 14 tháng 4 năm 1947 tại làng Quýt Lâm, xã Đức Phong, huyện Mộ Đức, tỉnh Quảng Ngãi. Ông đã tham gia cách mạng vào năm 1963, sau đó thoát ly năm 1965. 
Ngày 16-01-1967, ông được kết nạp vào Đảng Lao động Việt Nam. 

## Sự nghiệp
- Từ năm 1965-1967, ông công tác tại Đội vũ trang công tác thị trấn Đồng Cát, chức vụ Đội phó. 
 Năm 1968: Bí thư huyện đoàn Mộ Đức.
- Năm 1969-1971: Huyện ủy viên, Chánh văn phòng huyện ủy Mộ Đức

- Năm 1971-1973, ông là Đảng ủy viên, Bí thư Đoàn thanh niên Ban Tuyên huấn tỉnh Quảng Ngãi. 
Năm 1973-1975, ông làm Thư kí riêng cho Đồng chí Nguyễn Xuân Nhĩ, Uỷ viên Ban thường vụ Khu ủy Khu V.
- Năm 1976-1993, là chuyên viên theo dõi địa phương thuộc Vụ Địa phương II, Ban Tổ chức TW Đảng.
- Năm 1996, được đề bạt làm Vụ trưởng Vụ địa phương II.
- Tháng 2-2002, ông được Ban Bí thư Trung ương đề bạt giữ chức Phó trưởng Ban Tổ chức Trung ương phụ trách các tỉnh miền Trung và Tây Nguyên, các tỉnh phía Bắc thuộc Vụ Địa phương I.[1]
- Tháng 8-2008, ông nghỉ hưu theo chế độ.

## Khen thưởng
- Huân chương Độc lập hạng Ba.
- Huân chương Lao động hạng Nhất.
- Huân chương Lao động hạng Nhì.
- Huân chương Quyết thắng hạng Nhất.
- Huân chương Quyết thắng hạng Nhì.
- Huân chương Giải phóng hạng Nhất.
- Huân chương chống Mỹ cứu nước hạng Nhì.
- Huy hiệu 55 năm tuổi Đảng.